# Maybe you've been brainwashed too
Maybe you've been brainwashed too is het debuut- en enige studioalbum van de Amerikaanse alternatieve-rockband New Radicals. Het album werd in 1998 uitgebracht op MCA Records. Maybe you've been brainwashed too belandde wereldwijd in diverse hitlijsten, zo piekte het op #10 in de UK Albums Chart. In Canada en het Verenigd Koninkrijk behaalde de plaat de gouden status en in de Verenigde Staten platina. Van het album zijn de singles You get what you give en Someday we'll know afkomstig.

## Nummers
| Nr. | Titel                                           | Duur |
| --- | ----------------------------------------------- | ---- |
| 1.  | Mother we just can't get enough                 | 5:46 |
| 2.  | You get what you give                           | 5:02 |
| 3.  | I hope I didn't just give away the ending       | 6:36 |
| 4.  | I don't wanna die anymore                       | 4:16 |
| 5.  | Jehova made this whole joint for you            | 4:11 |
| 6.  | Someday we'll know                              | 3:37 |
| 7.  | Maybe you've been brainwashed too               | 5:20 |
| 8.  | In need of a miracle                            | 3:43 |
| 9.  | Gotta stay high                                 | 3:05 |
| 10. | Technicolor lover                               | 3:43 |
| 11. | Flowers                                         | 3:51 |
| 12. | Crying like a church on monday                  | 5:02 |
| 13. | To think I thought (Bonustrack Japanse uitgave) |      |